# Meteoriopsis reclinata
Meteoriopsis reclinata là một loài Rêu trong họ Meteoriaceae. Loài này được (Müll. Hal.) M. Fleisch. miêu tả khoa học đầu tiên năm 1906.